# Mariä Himmelfahrt (Zella/Rhön)

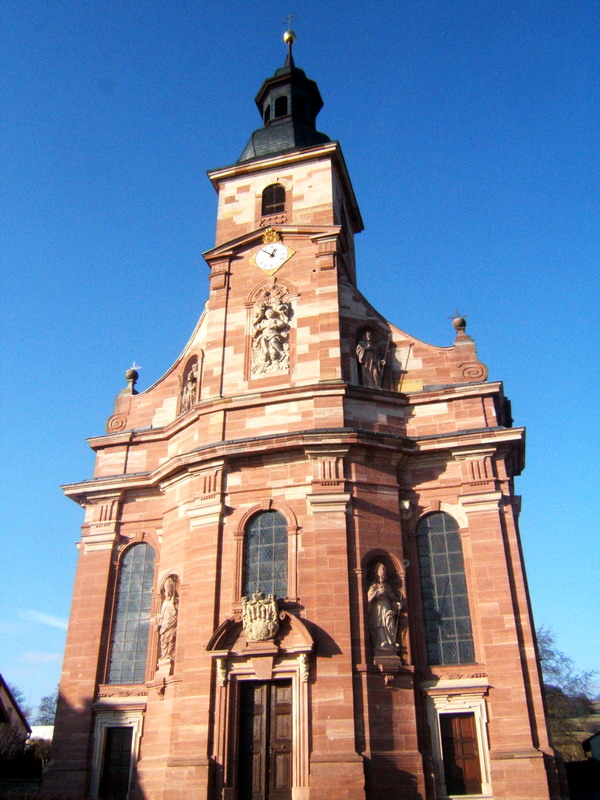
Mariä Himmelfahrt (Zella/Rhön)

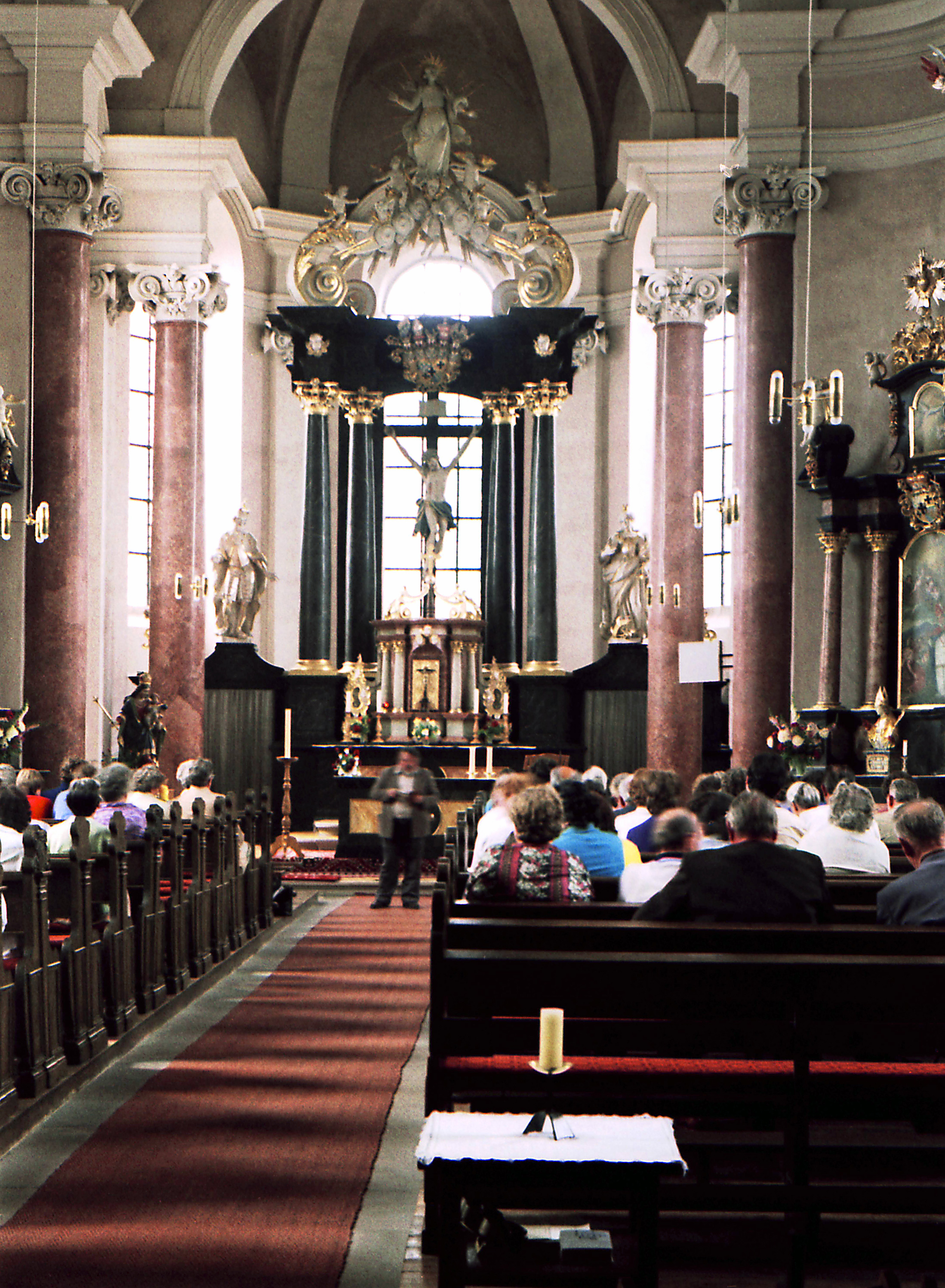
Innenansicht

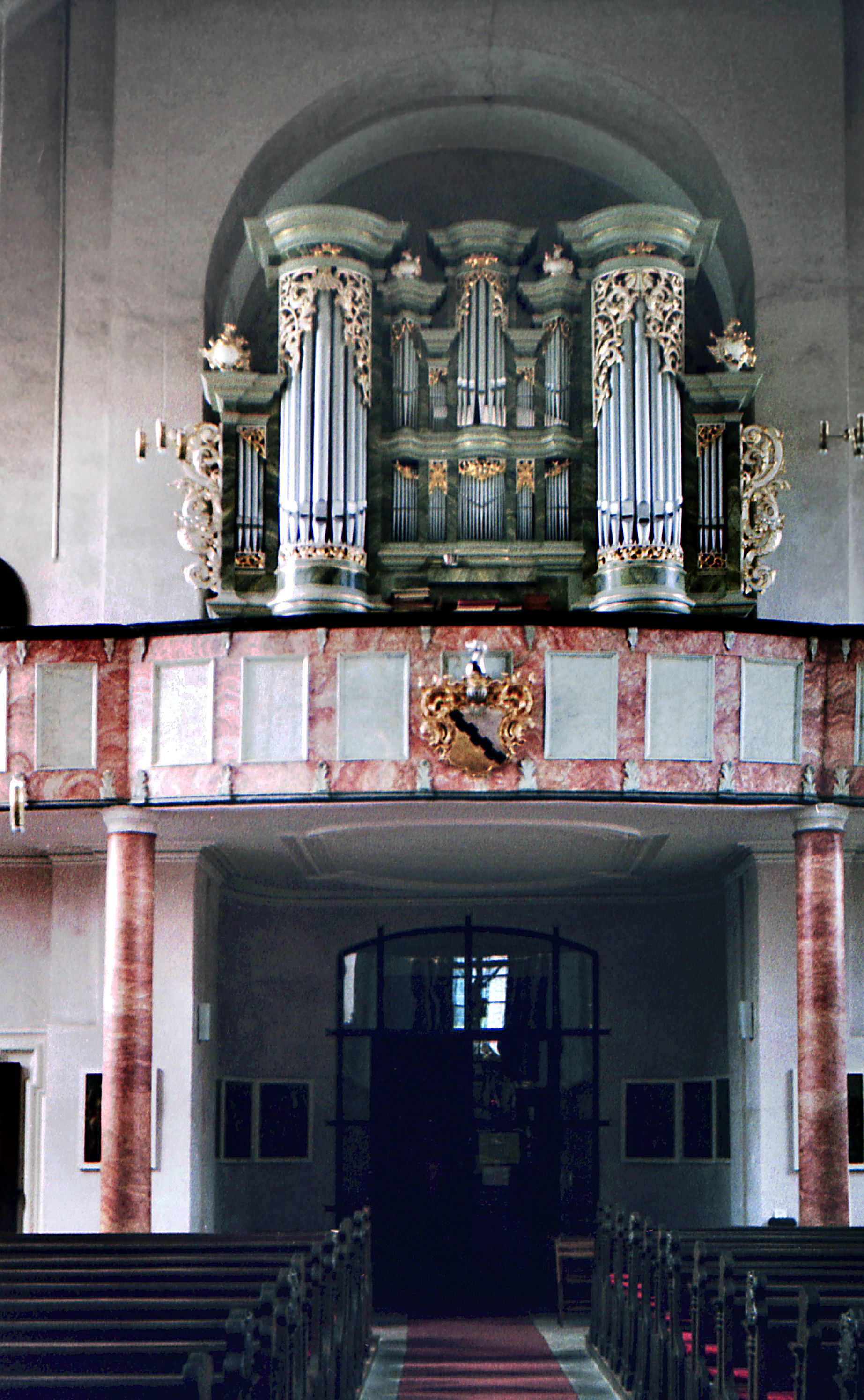
Orgel

Die römisch-katholische Kirche Mariä Himmelfahrt ist eine barocke Saalkirche im Ortsteil Zella/Rhön von Dermbach im Wartburgkreis in Thüringen. Sie gehört zur Pfarrei St. Familia im Felda- und Werratal im Bistum Fulda.

## Geschichte und Architektur
Die exponiert gelegene, nicht nach Osten ausgerichtete barocke Saalkirche ist aus rotem Sandstein mit einer einprägsamen Fassade gestaltet. Nachdem die vorherige Kirche des Klosters 1669 durch Brand vernichtet worden war, wurde der einheitliche Neubau von 1715 bis 1732 nach Entwurf von Andrea Gallasini erbaut, von dem auch die Kirchen in Schleid, Dermbach und Bremen stammen. In den Jahren 1966/1967 wurde die Kirche restauriert.
Charakteristisch ist die prachtvolle, zweigeschossige Ostfassade mit Pilastergliederung, die unten mit toskanischen, oben mit Schuppenkapitellen gestaltet ist. Das Giebelgeschoss ist mit Attika versehen, ein Kranzgesims zieht sich um die ganze Kirche. Ein unten gesprengter Giebel und Seitenvoluten akzentuieren die Fassade, die mit dem vorgezogenen trapezförmigen Mittelteil und einem bewegten Grundriss plastisch gestaltet ist. Das Hauptportal trägt das Wappen des Fürstabts Adolph von Dalberg. In den Schrägen stehen in Nischen die Figuren der Heiligen Benedikt, Sturmius, Bonifatius und des Bischofs Valentin. Im Giebel ist ein Relief mit einer Darstellung der Himmelfahrt Mariens angebracht, das Gesims setzt sich am Dachturm mit schiefergedeckter Zwiebelhaube weiter fort. Das Langhaus zeigt eine Gliederung mit einem umlaufenden Sockel, Kranzgesims und flachen Fensternischen, der eingezogene, dreiseitig schließende Chor mit Eckpilastern.
Das Innere ist eine Wandpfeilerkirche, die mit einem Tonnengewölbe mit Stichkappen geschlossen ist; den Pfeilern sind Pilaster mit Gebälkstücken und Gurtbögen vorgelegt. Der Architrav ist in den tiefen, gekehlten Fensternischen weitergeführt. Die Chorwand ist mit Mulden versehen, der Chorbogen trägt ein gefasstes Stuckwappen des Fürstabts von Dalberg mit der Jahreszahl 1732. Der Chor wird durch ein Vorjoch mit vier eingestellten Stuckmarmorsäulen akzentuiert. Das freistehende Säulenpaar mit hinterlegten Pilastern trägt einen weiteren Chorbogen mit Stuckmarmorkartusche. Dadurch wird der Chor rhythmisiert und der Blick des Betrachters auf den Hochaltar geführt. Im Chor sind gekehlte Fensternischen und Pilaster mit Gebälkstücken eingebaut, deren Gesims sich über den Nischen fortsetzt. Alle Pilaster und Säulen sind mit Kapitellen in einer Abwandlung der ionischen Ordnung und Blumengehängen versehen.

## Ausstattung
Der Hochaltar ist aus Stuckmarmor mit vier gestaffelten Säulen und einem weißen Volutenbaldachin gestaltet. Am Gebälk ist ein Wappen Adolph von Dalbergs angebracht. In der Mitte ist ein Kruzifixus, im Altarauszug die Himmelfahrt Mariens dargestellt. Über den Durchgängen sind die Heiligen Ludwig von Frankreich und Katharina dargestellt. In den Nischen am Chorbogen sind kleinere Säulenaltäre mit Putten auf den Gebälkstücken aufgestellt. Die Altarbilder mit Darstellungen der Heiligen Bonifatius und Valentin wurden von Emanuel Wohlhaupter gemalt. Die Kanzel aus Stuckmarmor ist mit dem Wappen des Propstes Wolfgang von Harstall (1729–1739) versehen. Die Orgelempore wurde unter Propst Wolfgang von Blittersdorf (1761–1772) errichtet. Das Gestühl ist mit dem Wappen des Fürstabts von Dalberg gestaltet. Ein Holzrelief der Beweinung Christi aus der Zeit um 1500 ist erhalten, außerdem eine Darstellung des Heiligen Christophorus.

## Orgel
Die Orgel in einem Prospekt von 1715 aus der Klosterkirche Thalbürgel ist ein Werk von Otto Reinhold Markert aus dem Jahr 1912 mit 20 Registern auf zwei Manualen und Pedal. Sie wurde 2000 von Hoffmann und Schindler restauriert.
Disposition der Orgel
| I. Manual C–f3 |       |
| Bordun         | 16′   |
| Principal      | 8′    |
| Gemshorn       | 8′    |
| Gamba          | 8′    |
| Hohlflöte      | 8′    |
| Octave         | 4′    |
| Flauto Dolce   | 4′    |
| Quinte         | 2 ⁄3′ |
| Octave         | 2′    |
| Mixtur IV      | 2′    |

| II. Manual C–f3  |    |
| Geigenprincipal  | 8′ |
| Lieblich Gedackt | 8′ |
| Zartflöte        | 8′ |
| Salicional       | 8′ |
| Gemshorn         | 4′ |
| Flauto Traverse  | 4' |

| Pedal C–d1   |     |
| Violonbaß    | 16′ |
| Subbaß       | 16′ |
| Principalbaß | 8′  |
| Violoncello  | 8′  |

- Koppeln: II/I, I/P, II/P